# Зырянов, Павел Иванович
Па́вел Ива́нович Зыря́нов (16 марта 1907, Семипалатинская область, Степное генерал-губернаторство, Российская империя — 3 января 1992, Москва) — советский военачальник. Начальник Главного Управления пограничных войск СССР (1952—1956, 1957—1972), генерал-полковник (1961).

## Биография
Родился 16 (по старому стилю 3) марта 1907 года в селе Глуховское Семипалатинской области Степного генерал-губернаторства Российской империи (ныне на территории Восточно-Казахстанской области Казахстана). Русский. Из семьи железнодорожного служащего. Окончил трёхклассную приходскую школу в Семипалатинске в 1917 году. С 1919 года работал по найму в Глуховском уезде, затем — в селе Локоть Рубцовского уезда Алтайской губернии. С 1923 года — секретарь Локотской сельской и волостной ячейки ВЛКСМ.

## Военная служба
С сентября 1924 года — в Красной Армии. Окончил Омскую пехотную школу имени М. В. Фрунзе в 1927 году. В 1927—1934 годах служил в 9-м Сибирском пехотном полку войск ОГПУ в Новосибирске — командир взвода (сентябрь 1927), помощник начальника штаба полка (июнь 1930), начальник полковой школы (январь 1933). Член ВКП(б) с 1927 года.

## Служба в Пограничных войсках
Окончил Военную академию РККА имени М. В. Фрунзе в 1937 году. По окончании академии Зырянову было предложено перейти на службу в Пограничные войска на штабную должность. Зырянов согласился, но только на командную должность. С сентября 1937 года — в пограничных войсках НКВД СССР, начальник 69-го Комиссаровского (Ханкайского) погранотряда НКВД Дальневосточного округа. С мая 1939 года — начальник штаба пограничных войск НКВД Приморского округа. С января 1942 года — начальник пограничных войск НКВД-МВД-МГБ СССР Приморского (затем переименован в Тихоокеанский) пограничных округов. В период службы на Дальнем Востоке активно участвовал в операциях против японских, маньчжурских и белогвардейских диверсионных и разведывательных групп, в непрерывных пограничных стычках и боях с японскими воинскими частями. В августе 1945 года руководил войсками Приморского пограничного округа в ходе Маньчжурской стратегической операции советско-японской войны. Перед пограничниками округа были поставлены боевые задачи на захват и уничтожение японских пограничных отрядов и расположенных вблизи границы гарнизонов, захват и удержание переправ через пограничные реки, наступательные действия совместно с воинскими частями в приграничной полосе. Все эти задачи войска округа успешно решили с минимальными боевыми потерями. Только в первые день войны пограничники Приморского округа уничтожили 33 японских приграничных объекта (заставы, комендатуры, пикеты, гарнизоны) и 846 японских солдат и офицеров, свои потери составили 53 убитых и 153 раненых.

## Во главе пограничных войск
С 20 мая 1952 года — начальник Главного Управления пограничных войск Министерства государственной безопасности СССР (МГБ). В марте 1953 года МГБ СССР было упразднено, а пограничные войска переданы в ведение Министерства внутренних дел СССР. С 12 июня 1954 года — в составе Коллегии МВД СССР.
28 мая 1956 года П. И. Зырянов был переведен в Комитет государственной безопасности при Совете Министров СССР и назначен заместителем начальника 3-го Главного управления КГБ (военная контрразведка). В октябре — ноябре 1956 года находился в Венгерской Народной Республике и принимал активное участие в операциях по подавлению вооруженного антисоветского мятежа (тогдашняя официальная формулировка тех событий, ныне известных как Венгерское восстание).
С 1 апреля 1957 года — вновь начальник Главного управления пограничных войск, переданных в состав Комитета государственной безопасности при Совете Министров СССР. Одновременно с сентября 1959 года — член Коллегии КГБ при СМ СССР. В 1964 году участвовал в визите советской делегации в Китайскую народную республику для проведения переговоров по спорным пограничным вопросам, в феврале — августе 1964 года — руководитель советской делегации на переговорах по поводу определения границы на спорных участках между СССР и КНР.
Длительная 20-летняя деятельность П. И. Зырянова на посту начальника пограничных войск СССР оценивается в большинстве современных публикаций как положительная и реформаторская. Обеспечивая надёжную охрану государственной границы, Зырянов провёл реорганизацию и перевооружение войск, обеспечив их оснащённость на самом современном уровне. Автор идеи создания мобильных маневренных огневых групп на наиболее опасных участках границы для оперативного наращивания сил при угрозе прорыва границы. Эта идея была отвергнута преемником Зырянова, но впоследствии в ходе войны в Афганистане в 80-х годах к ней вернулись и реализовали. Также правота этой идеи Зырянова подтверждена опытом боевых действий на таджико-афганской границе в 90-х годах и в других «горячих точках» на территории бывшего СССР.
С декабря 1972 года — в отставке. Жил в Москве. Скончался 3 января 1992 года на 85-м году жизни. Похоронен на Кунцевском кладбище.
Именем генерал-полковника Павла Ивановича Зырянова в октябре 2002 года названа застава «Турий Рог» Ханкайского погранотряда (Приморский край).

## Воинские звания
- Капитан (1936);
- Майор (27.09.1937);
- Полковник (31.05.1939);
- Генерал-майор (3.05.1942);
- Генерал-лейтенант (15.07.1957);
- Генерал-полковник (23.02.1961).

## Награды
- 3 ордена Ленина (24.11.1950, 14.02.1951, 15.03.1967),
- орден Октябрьской Революции (31.08.1971),
- 7 орденов Красного Знамени (20.09.1943, 3.11.1944, 8.09.1945, 5.11.1954, 18.12.1956, 10.12.1964, 27.05.1968),
- орден Отечественной войны 1-й степени (11.03.1985),
- 2 ордена Красной Звезды (14.02.1941, 16.03.1987),
- медали,
- 5 иностранных орденов и медалей.